# Roosna-Alliku (gemeente)
Roosna-Alliku (Estisch: Roosna-Alliku vald) was een gemeente in de Estlandse provincie Järvamaa met 1068 inwoners op 1 januari 2017 en een oppervlakte van 132,2 km². De hoofdplaats Roosna-Alliku had de status van groter dorp of ‘vlek’ (Estisch: alevik); daarnaast telde de gemeente twaalf dorpen.
In oktober 2017 werd Roosna-Alliku tegelijk met de gemeente Paide vald bij de gemeente Paide gevoegd.

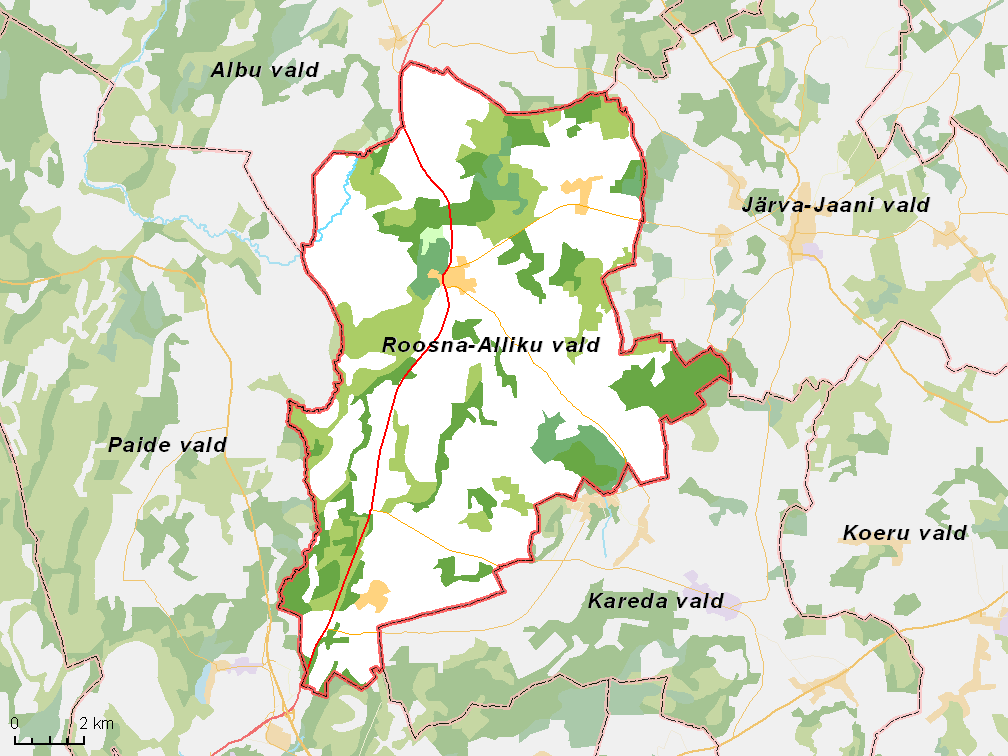
De gemeente met omliggende gemeenten, situatie begin 2017